# Adilabad (ehemaliger Distrikt)
Adilabad (Telugu: ఆదిలాబాదు జిల్లా; Urdu آدل آباد ضلع) in diesem Umfang war bis 2016 ein Distrikt im Bundesstaat Telangana in Indien. Hauptort des Distrikts war Adilabad.

## Geschichte und Entstehung
Der Distrikt Adilabad wurde nach dem Herrscher des Sultanats Bijapur, Ali Adil Shah, benannt. Den heutigen Distrikt gibt es in dieser Form erst seit der britischen Kolonialzeit. Früher waren einzelne Gebiete zu verschiedenen Zeiten unter der Herrschaft etlicher verschiedener Dynastien. Das heutige Gebiet gehörte im 19. Jahrhundert zum Unterbezirk Sirpur-Tandur, der im Jahr 1872 aus den Teilen Edlabad (Adilabad), Rajura und Sirpur zu einem Taluka wurde. Im Jahr 1905 wurde dieser in einen eigenständigen Distrikt umgewandelt, den Distrikt Adilabad. Mit der Verwaltungsreform im indischen Bundesstaat Telangana vom Oktober 2016 wurden die bisherigen 10 Distrikte neu in 31 neue Distrikte eingeteilt. Der damalige Distrikt Adilabad wurde auf die neuen Distrikte Adilabad, Kumaram Bheem, Mancherial und Nirmal aufgeteilt.

## Geographie
Der Distrikt lag an der nördlichen Grenze von Telangana und wurde im Norden, Osten und Westen umrahmt von den Distrikten Yeotmal und Chandrapur im Bundesstaat Maharashtra und im Süden von den Distrikten Nizamabad und Karimnagar in Telangana.
Der Distrikt hatte eine Fläche von 16.128 km2. Ein erheblicher Teil der Gesamtfläche (44,8 Prozent) ist bewaldet. 58,49 Prozent der Waldfläche entfallen auf Teakholzbäume.
Die Westghats durchqueren den Distrikt auf einer Länge von 281,5 Kilometern von Nordwesten nach Süd-Osten. In diesem Bereich ist der Mahbubghat der höchste Gipfel.
Der wichtigste Fluss, der den Bezirk entwässert, ist der Fluss Godavari. Penganga, Wardha und Pranahita sind weitere wichtige Flüsse. Der Kadam und die Peddavagu sind Zuflüsse des Godavari. Der Godavari ist der größte Fluss des Dekkan und strömt bei Basara in den Distrikt ein. Der Fluss bildet die südliche Grenze des Distriktes zu den Distrikten Nizamabad und Karimnagar. Der Penganga, der Wardha und der Pranahita bilden im Norden und Osten natürliche Grenzen des Distrikts Adilabad. Mehrere Wasserreservoirs versorgen Bevölkerung und Landwirtschaft.

## Klima
Der langjährige Durchschnitt der Niederschlagsmenge beträgt 1153 mm pro Jahr. Der Südwestmonsun dauert von Juni bis September und bringt mit 1003 mm den Großteil der jährlichen Regenmenge. Der Nordostmonsun ist im Oktober und November und bringt mit 83 mm nur noch kleinere Regenmengen. In der Trockenperiode von Dezember bis März fällt normalerweise nur sehr wenig Regen. Der kälteste Monat ist der Dezember (Durchschnitt 21,36° – Tagesminimum 14°, -maximum 29°), der wärmste der Mai (Durchschnitt 34,23° – Minimum 27°, Maximum 41°). Die relative Luftfeuchtigkeit ist während der Monsun-Saison hoch. Im Rest des Jahres ist die Luft dagegen trocken. Ende November beginnt die kälteste Jahreszeit.

## Bevölkerung
Bei der letzten Volkszählung 2011 wurden 2.741.239 Einwohner gezählt. Davon waren 1.369.597 Männer (49,9 Prozent) und 1.371.642 Frauen. Zu den Dalit gehörten 2001 461.214 (18,5 Prozent), zu den Adivasi 416.511 (16,7 Prozent) Menschen. Von der gesamten Anzahl Bewohner lebten 2011 760.259 Personen (27,73 Prozent) in städtischen Gebieten. Die Mehrheit der Bevölkerung des Distrikts Adilabad spricht Telugu. Unter den Adivasi sind auch die Sprachen Gondi und Kolami verbreitet. Im ganzen Bezirk gibt es 1.586 bewohnte Dörfer.

### Bevölkerung des Distrikts nach Bekenntnissen
Die Bewohner bekennen sich mehrheitlich zum Hinduismus. Die einzige bedeutende religiöse Minderheit sind die Muslime mit rund 10 Prozent der Einwohnerschaft. Kleinere Minderheiten bilden Buddhisten und Christen. Die genaue religiöse Zusammensetzung der Bevölkerung zeigt folgende Tabelle:
| Jahr                                           | Buddhisten | Buddhisten | Christen | Christen | Hindus    | Hindus  | Jainas | Jainas | Muslime | Muslime | Sikhs | Sikhs  | Andere | Andere | keine Angaben | keine Angaben | Total     | Total    |
| Jahr                                           | Zahl       | %          | Zahl     | %        | Zahl      | %       | Zahl   | %      | Zahl    | %       | Zahl  | %      | Zahl   | %      | Zahl          | %             | Zahl      | %        |
| ---------------------------------------------- | ---------- | ---------- | -------- | -------- | --------- | ------- | ------ | ------ | ------- | ------- | ----- | ------ | ------ | ------ | ------------- | ------------- | --------- | -------- |
| 2001                                           | 24.392     | 0,98 %     | 14.751   | 0,59 %   | 2.207.843 | 88,74 % | 426    | 0,02 % | 236.844 | 9,52 %  | 1.065 | 0,04 % | 137    | 0,01 % | 2.545         | 0,11 %        | 2.488.003 | 100,00 % |
| 2011                                           | 25.510     | 0,93 %     | 15.422   | 0,56 %   | 2.399.901 | 87,55 % | 617    | 0,02 % | 275.970 | 10,07 % | 1.377 | 0,05 % | 322    | 0,01 % | 22.120        | 0,81 %        | 2.741.239 | 100,00 % |
| Quelle: Volkszählungen in Indien 2001 und 2011 |            |            |          |          |           |         |        |        |         |         |       |        |        |        |               |               |           |          |

### Bevölkerung des Distrikts nach Muttersprache
Die Bewohner sprechen als Muttersprache mehrheitlich eine Dravidische Sprache. Hauptsprache ist Telugu. Bedeutende sprachliche Minderheiten sind Marathi, Urdu, Gondi und Lamani (ein Hindi-Dialekt) mit jeweils mehr als 100.000 Muttersprachlern. Kleinere Minderheitssprachen sind Kolami, (das eigentliche) Hindi und Bengali. Die genaue sprachliche Zusammensetzung der Bevölkerung zeigt folgende Tabelle:
| Jahr                                           | Telugu    | Telugu  | Marathi | Marathi | Urdu    | Urdu   | Gondi   | Gondi  | Lamani  | Lamani | Kolami | Kolami | Hindi  | Hindi  | Bengali | Bengali | Total     | Total    |
| Jahr                                           | Zahl      | %       | Zahl    | %       | Zahl    | %      | Zahl    | %      | Zahl    | %      | Zahl   | %      | Zahl   | %      | Zahl    | %       | Zahl      | %        |
| ---------------------------------------------- | --------- | ------- | ------- | ------- | ------- | ------ | ------- | ------ | ------- | ------ | ------ | ------ | ------ | ------ | ------- | ------- | --------- | -------- |
| 2001                                           | 1.538.350 | 61,83 % | 325.885 | 13,10 % | 222.759 | 8,95 % | 171.304 | 6,89 % | 99.125  | 3,98 % | 31.489 | 1,27 % | 23.731 | 0,95 % | 16.024  | 0,64 %  | 2.488.003 | 100,00 % |
| 2011                                           | 1.627.032 | 59,35 % | 373.184 | 13,61 % | 251.755 | 9,18 % | 208.477 | 7,61 % | 127.129 | 4,64 % | 39.095 | 1,43 % | 35.228 | 1,29 % | 18.841  | 0,69 %  | 2.741.239 | 100,00 % |
| Quelle: Volkszählungen in Indien 2001 und 2011 |           |         |         |         |         |        |         |        |         |        |        |        |        |        |         |         |           |          |

### Bevölkerungsentwicklung
Wie überall in Indien wuchs die Einwohnerzahl im Distrikt Adilabad seit Jahrzehnten stark an. Die Zunahme betrug zwischen den letzten beiden Volkszählungen nur noch 10,04 Prozent, ist aber in absoluten Zahlen immer noch bedeutend. Von 2001 bis 2011 nahm die Bevölkerung um fast 250.000 Menschen zu. Die genauen Zahlen verdeutlicht folgende Tabelle:

### Bedeutende Orte
Einwohnerstärkste Ortschaft des Distrikts war der Hauptort Adilabad mit mehr als 100.000 Bewohnern. Weitere bedeutende Städte mit über 50.000 Einwohnern waren Nirmal, Mancherial, Kagaznagar, Bellampalle und Mandamarri.

## Landwirtschaft
Der größte Teil der arbeitenden Bevölkerung ist in der Landwirtschaft beschäftigt. Landwirtschaftlich nutzbare Flächen machen 35,4 Prozent des Distrikts aus.
Die hauptsächlichen landwirtschaftlichen Kulturen sind Hirse (31,8 Prozent der gesamten Anbaufläche), Reis (10,8 Prozent) und Hülsenfrüchte.
Adilabad verfügt dazu über umfangreiche Vorkommen an Kohle, Eisenerz, Kalkstein und Ton.

## Gesundheitsdienste
Es gibt im Distrikt 9 öffentliche Krankenhäuser. Das Distriktkrankenhaus ist in Adilabad, zwei weitere Krankenhäuser gibt es in Mancherial und Bhainsa. Dazu kommen sieben Gesundheitszentren in Asifabad, Bellampalle, Khanapur, Nirmal, Sirpur Chinnoor und Utnur.

## Verwaltung
Der Distrikt Adilabad umfasste 52 Mandals und 1743 Dörfer. Es gab 7 selbstständige Gemeinden im Distrikt: Adilabad, Bellampalli, Bhainsa, Kagaznagar, Mancherial, Mandamarri und Nirmal.
Der Bezirk war zudem in 5 Kreise unterteilt. Dies waren:
1. Adilabad
2. Nirmal
3. Utnoor
4. Asifabad
5. Mancherial